# Soto ayam

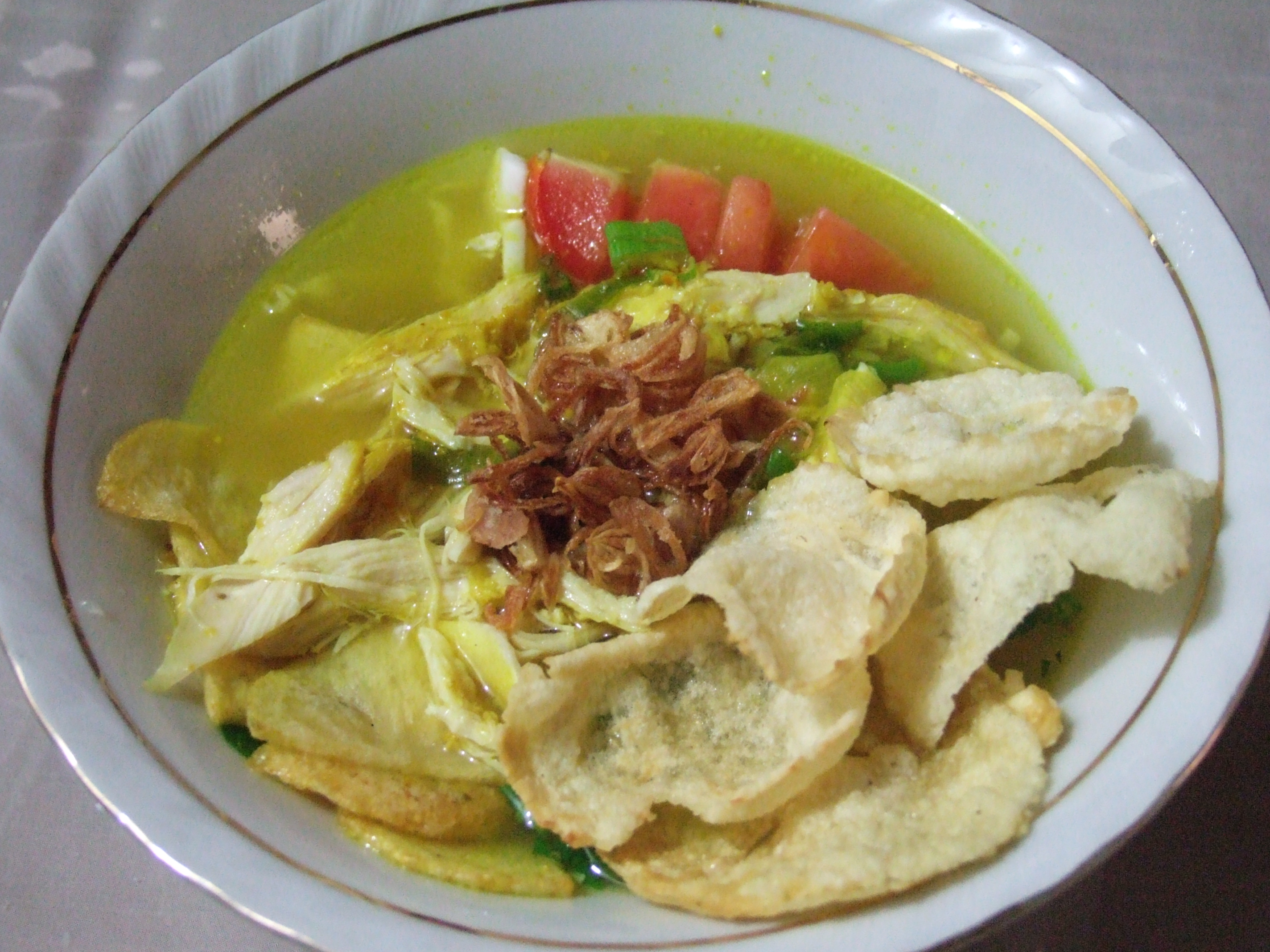
Soto ayam.

Le soto ayam est une soupe jaune et épicée de poulet avec du vermicelle, que l'on trouve en Indonésie, en Malaisie et à Singapour. On y ajoute du curcuma, ce qui lui donne sa couleur jaune, ainsi que des œufs durs, des chips de pommes de terre, des feuilles de céleri et des échalotes. L'une des variantes est soto ayam lamongan,.